# L'Isle-Bouzon
L'Isle-Bouzon é uma comuna francesa na região administrativa de Occitânia, no departamento de Gers. Estende-se por uma área de 15,95 km². Em 2010 a comuna tinha 253 habitantes (densidade: 15,9 hab./km²).